# マイケル・スキナー
マイケル・スキナー（Michael Skinner, 1947年 - 1998年）は、アメリカのクロースアップ・マジック専門のプロマジシャン。ダイ・バーノンやエディ・フェクターに指導を受ける。ラリー・ジェニングス、ブルース・サーボンなどと並んで、ヴァーノンの高弟のひとり。ハリウッドにあるマジック中心のナイトクラブであるマジック・キャッスルやラスベガスで長年クロースアップ・マジックを見せていた。
日本には1972年、1973年に来日。